# Parc provincial de Steele Narrows
Le parc provincial de Steele Narrows (anglais : Steele Narrows Provincial Park) est un parc provincial de la Saskatchewan (Canada) située à Loon Lake No 561 (en). Le parc de 143 ha a été créée en 1986 dans le but de commémorer la bataille de Loon Lake, la dernière bataille de la rébellion du Nord-Ouest en 1885.
Le site a été désigné lieu historique national du Canada en 1950.